# Лівець
Лівець (пол. Liwiec) — річка в Польщі, ліва притока річки Бугу. Довжина — 120 км. Витік починається поблизу села Корчувка.
На річці розташоване місто Венгрув.

## Світлини

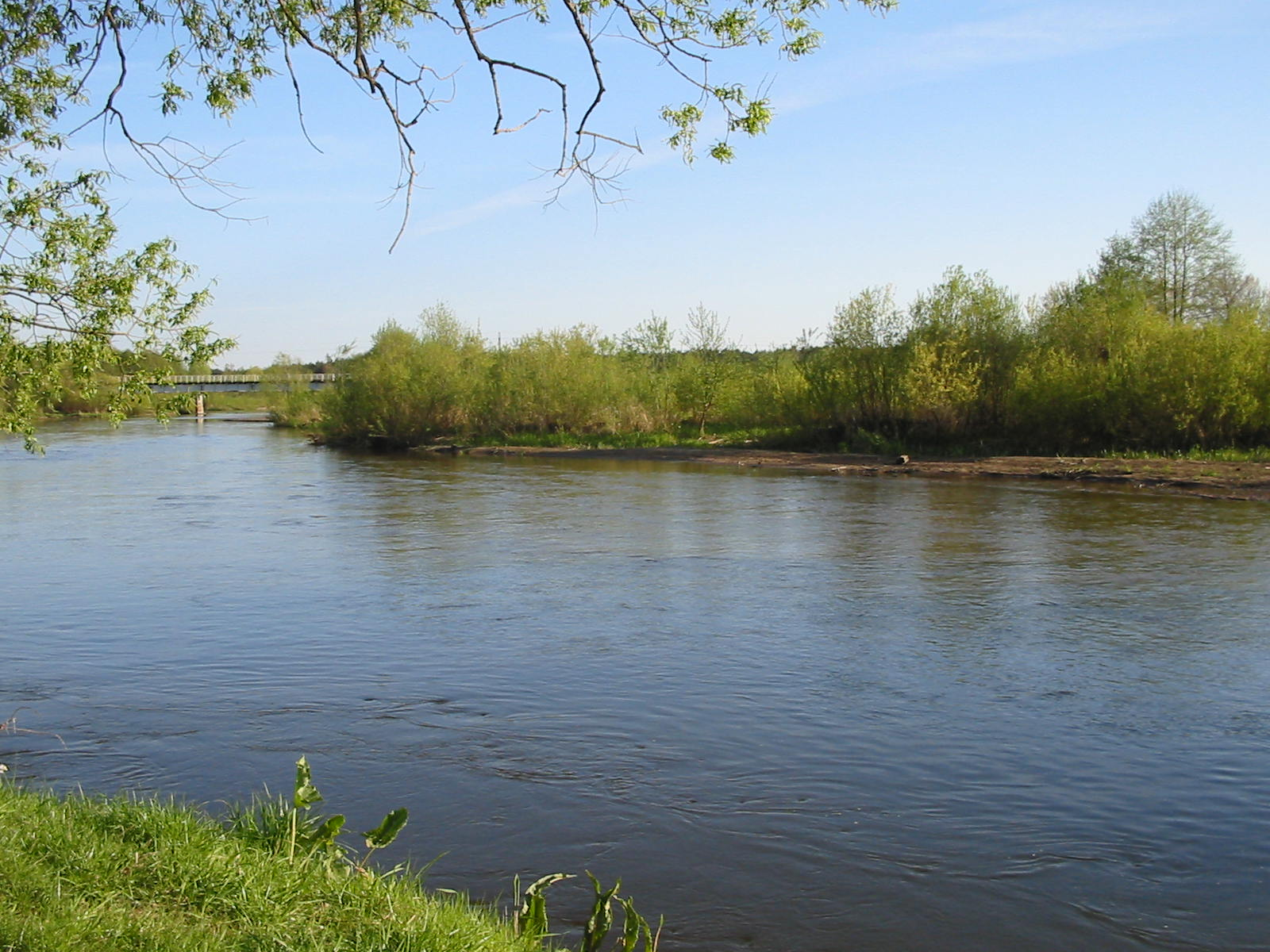
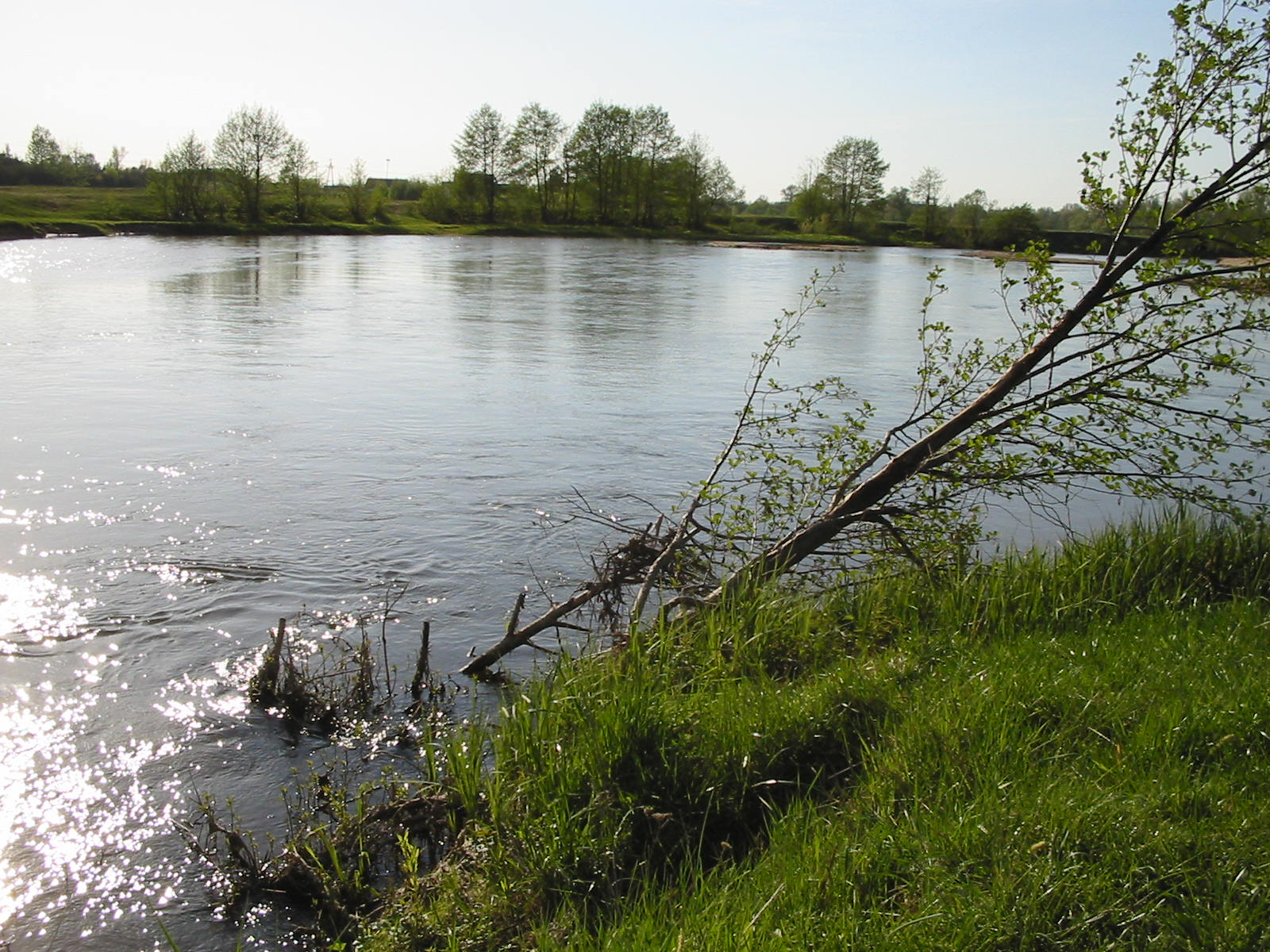
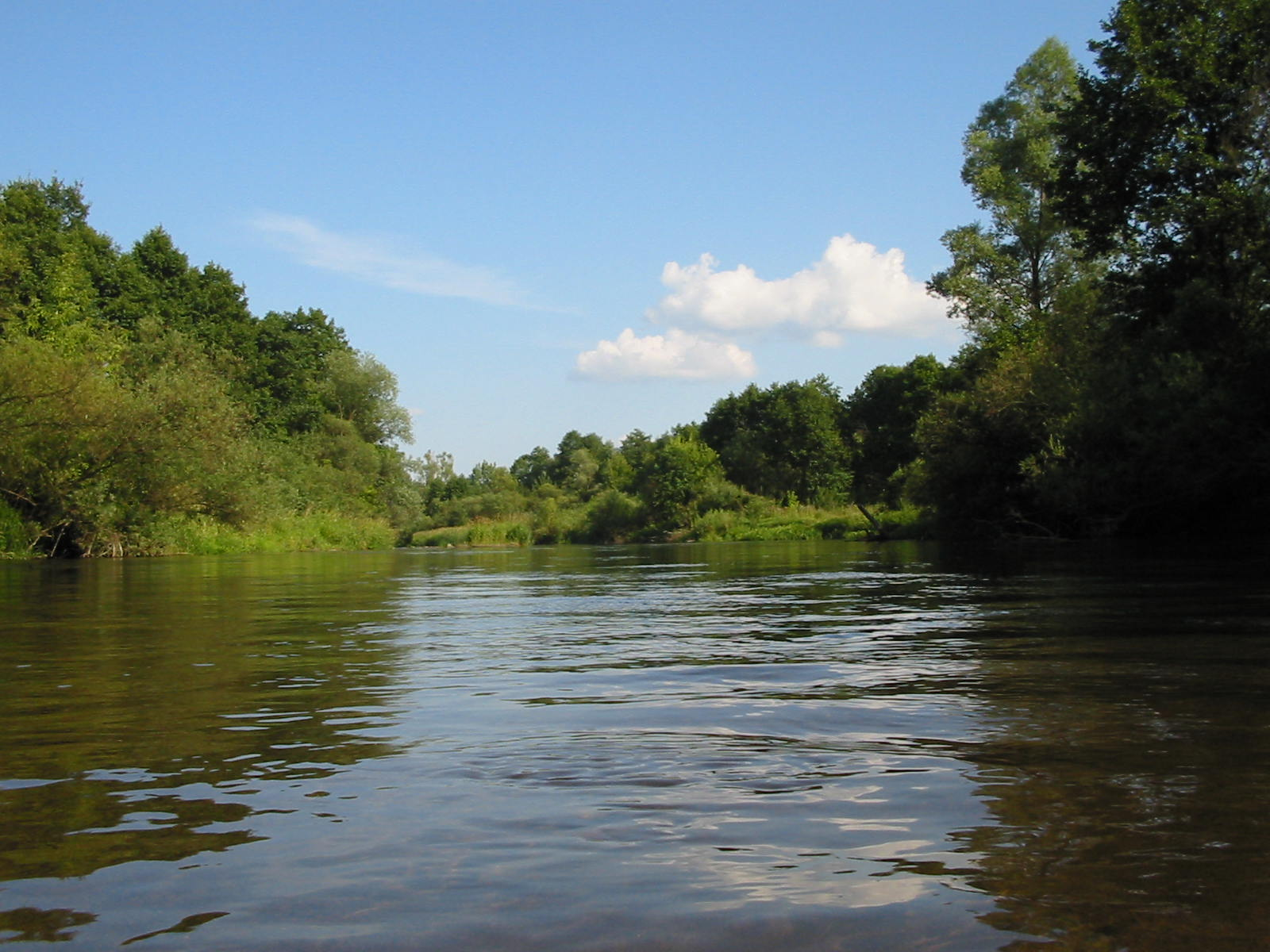

| Польща | Це незавершена стаття з географії Польщі. Ви можете допомогти проєкту, виправивши або дописавши її. |

| Річка | Це незавершена стаття про річку. Ви можете допомогти проєкту, виправивши або дописавши її. |